# Battaglia del fiume Ebro
La battaglia del fiume Ebro fu una battaglia navale combattuta tra una flotta cartaginese di circa 40 quinqueremi sotto il comando di Imilcone e una flotta romana di 55 navi comandata da Gneo Cornelio Scipione Calvo vicino alla foce del fiume Ebro nella primavera del 217 a.C. Asdrubale Barca, il  comandante cartaginese in Iberia, aveva lanciato una spedizione congiunta per distruggere la base romana a nord dell'Ebro. Il contingente navale cartaginese fu completamente sconfitto dopo un attacco a sorpresa delle navi romane, perdendo 29 navi ed il controllo del mare intorno all'Iberia. La reputazione dei Romani crebbe ulteriormente in Iberia dopo questa vittoria, causando ribellioni tra alcune delle tribù iberiche che erano sotto il controllo cartaginese.

## Contesto storico
Dopo aver sconfitto Annone nella battaglia di Cissa nell'inverno del 218 a.C., Gneo Cornelio Scipione Calvo utilizzò il tempo per consolidare il territorio nelle regioni iberiche a nord dell'Ebro sotto il controllo romano e a fare scorrerie nel territorio iberico sotto il controllo cartaginese a sud dell'Ebro dalla sua base a Tarraco. Scipione non aveva ricevuto rinforzi da Roma che potessero incrementare le sue forze. Intanto il comandante cartaginese in Iberia, Asdrubale Barca, aveva arruolato diverse leve iberiche cosicché aveva aumentato sostanzialmente le proprie forze.
Il contingente navale punico in Iberia comprendeva 32 quinqueremi e 5 triremi nel 218 a.C., quando Annibale era partito dall'Iberia. Durante l'inverno del 218 a.C., Asdrubale aveva aggiunto altre 10 quinqueremi alla sua flotta e preparato altri equipaggi. Nella primavera del 217 a.C. Asdrubale organizzò una spedizione congiunta verso il territorio romano a nord dell'Ebro. Asdrubale stesso comandava l'esercito, la cui esatta consistenza non ci è nota  e il suo legato Imilcone comandava la flotta. La spedizione seguiva la linea di costa, e le navi di notte venivano portate a terra, accanto all'esercito.
Gneo Scipione, temendo che l'esercito terrestre cartaginese superasse il proprio, partì da Tarragona, deciso a combattere una battaglia navale. Anche se poteva disporre solo di 35 quinqueremi (25 navi erano state inviate indietro in Italia dopo che un'incursione cartaginese aveva causato severe perdite tra gli equipaggi, ed alcuni marinai erano stati inviati nelle guarnigioni), la città greca alleata di Massilia aveva fornito 20 navi per la sua flotta.

## La battaglia

L'avanzata romana in Spagna (218-217 a.C.)

Dopo aver raggiunto il fiume Ebro, la flotta cartaginese si ancorò vicino all'estuario. I marinai e il resto dell'equipaggio lasciarono le navi per rifornirsi dato che la flotta non aveva trasportato con sé quanto necessario. Anche se Asdrubale aveva mandato gli esploratori per controllare l'attività dei Romani, Imilcone non aveva navi in mare per controllare le navi romane. Un paio di navi di Massalia trovarono la flotta punica che era ancorata, e si ritirarono senza essere state avvistate per avvertire Scipione della presenza cartaginese. La flotta romana veleggiava da Tarraco e si era posizionata solo 10 miglia a nord della posizione cartaginese, quando fu allertata dalle navi alleate. Scipione rinforzò le sue navi con legionari scelti e veleggiò verso sud per attaccare la flotta punica.
Gli esploratori dell'esercito di Asdrubale si accorsero dell'arrivo della flotta romana prima della flotta punica e l'avvisarono del pericolo incombente con segnali di fuoco. La maggior parte degli equipaggi era in cerca di cibo, e dovette armare precipitosamente le navi e uscire in mare in modo disordinato. Ci fu poca coordinazione e qualche nave era sotto-equipaggiata a causa della sorpresa creata dai Romani. Appena Imilcone salpò, Asdrubale dispose il proprio esercito sulla foce, per dare incoraggiamento alla propria flotta.
I Romani ebbero il vantaggio di una totale sorpresa e quello dei numeri (40 navi cartaginesi contro 55 di Roma e Massalia), ma l'inefficienza  nel combattimento dei Cartaginesi non fu solo espressione del numero delle loro navi dato che 1/4 della loro flotta era composta da equipaggi di nuova formazione. I Romani formarono 2 linee con le 35 navi romane davanti e le 20 massaliesi dietro, e con questa formazione e le abilità navali dei massaliesi annullarono la superiore manovrabilità della flotta cartaginese. I Romani impegnarono le navi cartaginesi man mano che uscivano dal fiume, speronando e affondando 4 navi ed abbordando e catturando altre 2. Gli equipaggi cartaginesi persero fiducia, arenarono le loro navi e cercarono rifugio presso il proprio esercito. I Romani rampinarono e trainarono via 23 delle navi arenate.

## Conseguenze ed importanza
La sconfitta si dimostrò decisiva nel lungo periodo. Asdrubale fu costretto a marciare indietro a Cartagena, temendo attacchi portati per mare ai territori dei Cartaginesi. Con il contingente della marina cartaginese in Iberia sconquassato, Asdrubale era obbligato o a chiedere rinforzi a Cartagine o a costruire nuove navi. Ma non fece nessuna delle due cose. La prestazione degli equipaggi iberici era stata misera in battaglia, ed il loro congedo accese una ribellione nella tribù dei Turdetani, costringendo Cartagine ad inviare 4 000 fanti e 500 cavalieri. Asdrubale dovette impiegare tutto il 216 a.C. per sottomettere i ribelli.
Anche se la flotta cartaginese principale aveva catturato una flotta di rinforzo inviata in Iberia nel 217 a.C. al largo di Cosa in Italia, Publio Cornelio Scipione, fratello di Gneo, arrivò in Iberia con 8 000 soldati nell'autunno di quell'anno e con l'ordine del Senato di impedire che qualche aiuto arrivasse ad Annibale in Italia dall'Iberia. Questo fu l'unico rinforzo che la Repubblica Romana poté mandare in Iberia prima del 211 a.C. I due Scipioni fecero incursioni nell'Iberia cartaginese, e si scontrarono con Asdrubale nella battaglia di Dertosa nel 215 a.C.
Gneo Scipione si assicurò così che i rifornimenti via mare dei Romani non sarebbero stati intercettati da navi cartaginesi con base in Iberia, e che la flotta romana in Iberia potesse fare delle incursioni nei territori cartaginesi liberamente. L'unica rilevante spedizione navale contro i Romani proveniente dall'Iberia sarebbe stata quella di Magone Barca in Italia nel 204 a.C.